# Histoire industrielle du pays de Liège
 (septembre 2021).
La mise en forme du texte ne suit pas les recommandations de Wikipédia : il faut le « wikifier ».
Les points d'amélioration suivants sont les cas les plus fréquents. Le détail des points à revoir est peut-être précisé sur la page de discussion.
- Les titres sont pré-formatés par le logiciel. Ils ne sont ni en capitales, ni en gras.
- Le texte ne doit pas être écrit en capitales (les noms de famille non plus), ni en gras, ni en italique, ni en « petit »…
- Le gras n'est utilisé que pour surligner le titre de l'article dans l'introduction, une seule fois.
- L'italique est rarement utilisé : mots en langue étrangère, titres d'œuvres, noms de bateaux, etc.
- Les citations ne sont pas en italique mais en corps de texte normal. Elles sont entourées par des guillemets français : « et ».
- Les listes à puces sont à éviter, des paragraphes rédigés étant largement préférés. Les tableaux sont à réserver à la présentation de données structurées (résultats, etc.).
- Les appels de note de bas de page (petits chiffres en exposant, introduits par l'outil «  Source ») sont à placer entre la fin de phrase et le point final[comme ça].
- Les liens internes (vers d'autres articles de Wikipédia) sont à choisir avec parcimonie. Créez des liens vers des articles approfondissant le sujet. Les termes génériques sans rapport avec le sujet sont à éviter, ainsi que les répétitions de liens vers un même terme.
- Les liens externes sont à placer uniquement dans une section « Liens externes », à la fin de l'article. Ces liens sont à choisir avec parcimonie suivant les règles définies. Si un lien sert de source à l'article, son insertion dans le texte est à faire par les notes de bas de page.
- La présentation des références doit suivre les conventions bibliographiques. Il est recommandé d'utiliser les modèles {{Ouvrage}}, {{Chapitre}}, {{Article}}, {{Lien web}} et/ou {{Bibliographie}}. Le mode d'édition visuel peut mettre en forme automatiquement les références.
- Insérer une infobox (cadre d'informations à droite) n'est pas obligatoire pour parachever la mise en page.

Pour une aide détaillée, merci de consulter Aide:Wikification.
Si vous pensez que ces points ont été résolus, vous pouvez retirer ce bandeau et améliorer la mise en forme d'un autre article.

## Néolithique
- Industrie omalienne en basse-Meuse : culture rubanée.

## XIIesiècle
- exploitation des premières houillères de la région liégeoise[1]

## XIVesiècle
- Trente-deux bons métiers de Liège

## XVIIesiècle
- Palais Curtius et l'industrie de l'armement dans la Principauté de Liège
- l'étain dans la ville de Huy
- les Wallons de Suède et Louis De Geer[2],[3],[4],[5]

## XVIIIesiècle
- la première industrialisation
- les « Romanis » de Hongrie

## XIXesiècle
En pleine révolution industrielle, l'activité industrielle de Liège explose. Un rapport sur la condition des ouvriers fait état de 565 établissements industriels nouveaux entre 1825 et 1845. Dans le même laps de temps, on a accordé l'autorisation de placer 278 machines à vapeur, soit dans ces établissements, soit dans d'autres qui existaient antérieurement, et dans lesquels on employait d'autres forces motrices
Entre autres entreprises :
- la première liaison ferroviaire internationale entre Liège et Aix-la-Chapelle ;
- l'industrie lainière sur la Vesdre ;
- William Cockerill et le tissage industriel à Verviers ;
- Jean-Jacques Dony, le zinc et la Société de la Vieille Montagne ;
- En 1882, constitution de la S.A. des Usines à Cuivre et à Zinc de Liège ;
- Zénobe Gramme et la dynamo électrique ;
- la construction métallique à Ougrée ;
- l'industrie de l'armement : Nagant, la FN Herstal et Browning ;
- l'industrie brassicole avec Piedbœuf ;
- l'industrie des pneumatiques (vélos) avec les pneus Englebert (ensuite pneumatiques pour automobiles) ;
- les Cristalleries du Val-Saint-Lambert à Seraing.

### Cockerill
La Société Anonyme John Cockerill est fondée en 1842 par John Cockerill; et la sidérurgie s'implante à Seraing, Ougrée et Longdoz.

Victor Hugo qui a l'habitude de voyages qui le mènent à travers l'Europe, s'arrête ébahi aux portes de Liège, du côté de Seraing, aux alentours de 1842 : « Figure extraordinaire et effrayante que prend le paysage à la nuit tombée. — Ce que l’auteur voit eût semblé à Virgile le Tartare et à Dante l’Enfer. »:

« Cependant le soir vient, le vent tombe, les prés, les buissons et les arbres se taisent, on n’entend plus que le bruit de l’eau. L’intérieur des maisons s’éclaire vaguement ; les objets s’effacent comme dans une fumée ; les voyageurs bâillent à qui mieux mieux dans la voiture en disant : Nous serons à Liège dans une heure. C’est dans ce moment-là que le paysage prend tout à coup un aspect extraordinaire. Là-bas, dans les futaies, au pied des collines brunes et velues de l’occident, deux rondes prunelles de feu éclatent et resplendissent comme des yeux de tigre. Ici, au bord de la route, voici un effrayant chandelier de quatre-vingts pieds de haut qui flambe dans le paysage et qui jette sur les rochers, les forêts et les ravins, des réverbérations sinistres. Plus loin, à l’entrée de cette vallée enfouie dans l’ombre, il y a une gueule pleine de braise qui s’ouvre et se ferme brusquement et d’où sort par instants avec d’affreux hoquets une langue de flamme.
Ce sont les usines qui s’allument.
Quand on a passé le lieu appelé la Petite-Flemalle, la chose devient inexprimable et vraiment magnifique. Toute la vallée semble trouée de cratères en éruption. Quelques-uns dégorgent derrière les taillis des tourbillons de vapeur écarlate étoilée d’étincelles ; d’autres dessinent lugubrement sur un fond rouge la noire silhouette des villages ; ailleurs les flammes apparaissent à travers les crevasses d’un groupe d’édifices. On croirait qu’une armée ennemie vient de traverser le pays, et que vingt bourgs mis à sac vous offrent à la fois dans cette nuit ténébreuse tous les aspects et toutes les phases de l’incendie, ceux-là embrasés, ceux-ci fumants, les autres flamboyants.
Ce spectacle de guerre est donné par la paix ; cette copie effroyable de la dévastation est faite par l’industrie. Vous avez tout simplement là sous les yeux les hauts fourneaux de M. Cockerill. »

et plus loin,

« Liège n’a plus l’énorme cathédrale des princes-évêques bâtie en l’an 1000, et démolie en 1795 par on ne sait qui ; mais elle a l’usine de M. Cockerill. »

Le Rhin, lettres à un ami, Lettre VII, Victor Hugo, 1842.

## XXesiècle
- Edgard Frankignoul (1882 - 1954) et les « pieux Franki » ;
- l'industrie automobile : la FN Herstal et Impéria ;
- les motos avec les Demoiselles de Herstal : les FN, les Saroléa, les motos Gillet (moto) et d'autres ;
- les ascenseurs Jaspar ;
- la construction métallique exportée à travers le monde (maritime, ferroviaire) : John Cockerill et Cockerill Mechanical Industry, les Ateliers de la Meuse ;
- les cafés Chat Noir à Jupille ;
- les moteurs d'avion avec Techspace Aero, une spin-off de la FN Herstal ;
- le groupe européen Samtech, fournisseur des groupes Airbus et Snecma ;
- la reconversion industrielle.

## XXIesiècle
- le Port autonome de Liège, deuxième port fluvial d'Europe, après Duisbourg et devant Paris ;
- le bureau d'ingénieurs Greisch qui a participé aux calculs du viaduc de Millau ;
- la firme EVS, leader mondial d'équipements de télévision professionnelle, notamment les serveurs de ralentis et le cinéma digital (via sa filiale XDC) ;
- l'aéroport de Liège.